# Petrichevich-Horváth Dániel (főstrázsamester)
Széplaki Petrichevich-Horváth Dániel (1769. – Nagyszeben, 1842. január 25.) erdélyi földbirtokos, császári-királyi főstrázsamester (őrnagy), a magyar színészet mecenása. Petrichevich-Horváth Lázár író apja.

## Élete
Petrichevich-Horváth Dániel (1743–1804) és gróf Tholdy Mária (1750–1777) fia. 1809-ben őrnagyként vett részt a nemesi felkelésben. Több ízben volt Felső-Fehér vármegye országgyűlési követe, utóbb a király küldötte az országgyűléseken. Az országgyűlésre utaztában Nagyszebenben szélütés érte és 1842. január 25-én meghalt.

## Tevékenysége
A magyar színészet sokat köszönhet ügybuzgalmának és áldozatkészségének. 1804-ben adományokat gyűjtött a kolozsvári színház építésére.  1813–1814-ben a kolozsvári társulat igazgatójaként tevékenykedett. A Farkas utcai színház felavatásakor, 1821. március 11-én elszavalta saját Prológus című költeményét, utána a színészek az ő fordításában játszották el megnyitó darabként Carl Theodor Körner Zrínyi című drámáját. A címszerepben maga a fordító lépett fel.
Ez a fordítás már két évvel korábban megjelent nyomtatásban. Prózai átültetés; az erdélyiek nemcsak helyi hazafiságból mellőzték Szemere Pál verses fordítását, hanem azért is, mert a közönségnek jobban tetszett a könnyebben érthető prózai szöveg, mint a színészek verses deklamálása. Még számos színműfordítása forgott a vándorszínészek kezén, de nyomtatásban csak Grillparzer-átültetése jelent meg
1821-ben néhány hónapig ő volt a színház igazgatóbizottságának elnöke, 1824-től 1826-ig pedig a színház intendánsaként tevékenykedett. 1824-ben alapítóként jegyezte a színház finanszírozására létrehozott részvénytársaságot.

## Műfordításai
- Zrínyi, vitézi szomorújáték öt felvonásban. Carl Theodor Körner művének fordítása. Kolozsvár, 1819.
- Az öss-anya, szomorújáték öt felvonásban. Grillparzer után ford. Pest, 1824. (Előadták: 1835. aug. 11. és szept. 28. Debrecenben; 1842. aug. 5. Pesten.)
- Eliszka, és a lengyel király Hassaureck után németből ford. (előadták 1830. nov. 28. Rozsnyón, Miskolczon 1832. jan. 3., Lengyel király házassága címen, 1835. máj. 21. Nagyváradon, jún. 25. Budán, szept. 8. Debreczenben és 1838. máj. 18. Pesten.)
- Burgaui Adelháid, új vitézi játék négy felv. Weisenthurm Johanna után ford. (előadták 1831. okt. 28. Miskolczon)
- Mária vagy az asszonyi érdem, erkölcsi rajzolat öt felvonásban Ziegler után ford. (előadták 1832. nov. 22. Miskolczon és 1834. dec. 20. Budán)
- Két özvegy, vagy hűség a sírig, vígjáték egy felv. Holbein után ford. (előadták 1840. ápr. 4. Pesten).

## Eredeti műve
- Zuelma című drámája valószínűleg azonos a Nemzeti Színházban 1846. ápr. 13-án I. H. D. szignó alatt bemutatott darabbal.